# 加藤友介
加藤友介（Yusuke Kato，1986年2月13日—），日本足球運動員，司職進攻中場，現時效力孟加拉超級足球聯賽球隊謝赫賈馬爾 。是繼高原直泰後第二位登陸阿根廷頂級聯賽的日本球員。

## 球員生涯

### 颶風隊
加藤友介生於日本大阪市，在高中畢業後，前往阿根廷球會颶風隊的青年軍受訓，並在2006年由U18青年軍提拔到一隊，創造日本足球歷史，直到2007年協助颶風隊升班上阿根廷甲組聯賽，繼高原直泰後第二位登陸阿根廷頂級聯賽的日本人，並且在2007年泰拿尼斯的賽事中，打進加盟後的首個入球，總結他在2006至2010年間，為颶風隊在聯賽上陣15場打進1球。

### 丹波
2012年1月30日，加藤友介與印度甲組聯賽球會丹波簽約，並且在3月24日對印度斯坦航空時，取得加盟後的首個入球，最終協助丹波以3–0勝出，結果他在2012年7月轉會至泰國超級聯賽球會BEC泰路，他在2016年6月24日與泰甲球會紅統府簽約，惟因泰王在2016年10月逝世而暫停餘下所有賽事。

### 南華
2017年2月15日，加藤友介前往香港與港超聯球會南華簽約，並且在3月7日對港會的聯賽，取得加盟後的首個入球，協助南華以4–0勝出，隨後他於4月30日的足總盃四強打進一球，協助南華以1–0擊敗東方龍獅晉級決賽，但最終於南華決賽以1–2不敵傑志取得亞軍，直到2017年6月，南華宣佈經重新檢視球隊近年發展後，決定退出港超聯轉戰甲組聯賽。

### 錦石聯
加藤友介與南華解決合約問題後，於2017年8月13日與印超聯球會錦石聯簽約，可是他為錦石聯上陣14場後，球會在34戰內入26球失104球，只得10分排在榜尾而宣佈降班，於是他在與蒙古超級聯賽球會烏蘭巴托簽約一個月。

## 獎項
南華
- 香港足總盃（2016–17季度亞軍）

颶風隊
- 阿根廷足球甲級聯賽（2008–09季度亞軍）

## 外部連結
- Yusuke Kato（页面存档备份，存于） at BDFA.com.ar （西班牙文）
- 香港足球總會註冊球員資料（页面存档备份，存于）
- 加藤友介オフィシャルブログ （页面存档备份，存于）
- ■U-22代表に新星? アルゼンチン1部リーグにデビューした日本人
- アルゼンチンの若武者、加藤友介[永久]